# Ligne d'Orval - Hyenville à Regnéville-sur-Mer
La ligne d'Orval à Regnéville est une ancienne ligne de chemin de fer à voie normale entre les gares d'Orval-Hyenville et de Regnéville, dans le département de la Manche, en région Basse-Normandie.
Elle constituait la ligne 416 000 du Réseau ferré national.

## Histoire
Destiné à desservir le port de Regnéville-sur-Mer, alors important port maritime de la baie du Mont-Saint-Michel, cet embranchement à la ligne de Coutances à Avranches, a été classée sous le no 50 dans la  loi du 17 juillet 1879 (Plan Freycinet) portant classement de 181 lignes de chemin de fer dans le réseau des chemins de fer d’intérêt général, et concédée à la Compagnie des chemins de fer de l'Ouest à titre éventuel par une loi le 15 mars 1886. La ligne est déclarée d'utilité publique par décret le 2 juin 1893 rendant ainsi la concession définitive.
Inaugurée le dimanche 3 août 1902, la ligne présentait un profil rude, la gare de Montmartin-sur-Mer se trouvant, à 44 m d'altitude, à un seuil atteint par deux rampes de 15 ‰. La ligne, outre le port de Regnéville, desservait également les carrières de « marbre » de Montmartin (en réalité, un calcaire très dur). 
Construite tardivement et sur certains points avec des standards digne d'un réseau de chemins de fer secondaires — la gare de Regnéville, avec halle au marchandises accolée au bâtiment-voyageurs, en étant le symbole —, cette ligne échappa de peu à la dépose durant la Première Guerre mondiale, et n'y échappa pas lors de la deuxième, les rails ayant été envoyés par les Allemands sur le front de l'Est. Il faut dire que dès 1930, son trafic avait commencé à chuter, des autocars commençant à remplacer la majorité des trains de voyageurs.
Les derniers trains de marchandises ont circulé jusqu'au 1er février 1941, et le déclassement de la ligne a été prononcé le 30 novembre 1941.